# Mokrá-Horákov
Mokrá-Horákov település Csehországban, a Brno-vidéki járásban. Mokrá-Horákov Brno, Tvarožná, Velatice, Sivice, Hostěnice, Ochoz u Brna és Podolí településekkel határos. Lakosainak száma 2880 fő (2024. január 1.).

## Népesség
A település lakosságának változását az alábbi diagram mutatja:
| Lakosok száma | 863  | 996  | 1318 | 1425 | 2895 | 2587 | 2768 | 2770 | 2762 | 2880 |
|               | 1869 | 1890 | 1921 | 1950 | 1980 | 2001 | 2017 | 2019 | 2022 | 2024 |